# Beverley Nichols
Pour les articles homonymes, voir Nichols.
John Beverley Nichols, né le 9 septembre 1898 à Bower Ashton (en), Bristol et mort le 15 septembre 1983 à Kingston upon Thames, est un poète, journaliste, compositeur, dramaturge, essayiste et auteur britannique de roman policier et d’ouvrages de littérature d'enfance et de jeunesse. Il signe ses œuvres Beverley Nichols.

## Biographie
Après ses études au Marlborough College et au prestigieux Balliol College, il entre à l’université d'Oxford et devient éditeur du Isis magazine (en) et président de l’Oxford Union. Il défend des positions politiques libérales de gauche. Très beau dans sa jeunesse, il est fameux auprès des photographes de son temps, qui le payent pour le faire poser. Son chemin croise celui de Godfrey Winn (en) dans le monde du théâtre. Des années plus tard, ils rivalisent dans les colonnes de critique théâtrale de divers journaux.
À 22 ans, il publie un premier roman, Prelude (1920), amorçant ainsi une carrière littéraire marquée par l’éclectisme. En effet, entre ce premier roman et son unique recueil de poésie, Twilight, paru en 1982, il signe de nombreux essais sur la politique, la religion, le statut de la femme, les chats, en plus de rédiger une autobiographie en plusieurs volumes, dont Mon père, ce monstre... (1972) où la haine qu’il affiche à l’égard de son père fut cause de scandale. Il publie aussi des romans de littérature enfantine et de jeunesse, une demi-douzaine de pièces de théâtre, dont une écrite directement en français, quelques revues musicales pour lesquelles il compose parfois la musique et une biographie de Somerset Maugham centrée sur l’époque du mariage et du divorce de l'écrivain.
Il a également fait paraître des best-sellers sur le jardinage, les fleurs et un document sur la restauration de Merry Hall, manoir georgien du Surrey où il réside entre 1946 et 1956 avec son compagnon de longue date et amant, Cyril Butcher.
Dans les années 1950, il se lance dans le roman policier avec la série des whodunits bien ficelés du jardinier Horatio Green. Petit homme doux et rondouillard, cet ancien détective à la retraite est doué d’un sens olfactif très développé qui lui est fort utile quand, incapable de résister à l’appel du mystère, il décide de se mettre sur les traces d’un assassin.
Il joue au cinéma le rôle de Richard Wells dans le film Glamour en 1931. Il a eu une brève liaison dans les années 1930 avec le poète Siegfried Sassoon. Malgré sa liaison de quarante ans avec Cyril Butcher, il mène une vie sexuelle empreinte de promiscuité avec des rencontres multiples de passage. Il s'implique dans les années 1950-1960 pour la défense des Noirs américains. Il anime des émissions de radio sur le jardinage qui le font connaître du grand public.
L'influence d'Oscar Wilde sur sa production littéraire a été évoquée.
Beverley Nichols est mort à 85 ans de complications à la suite d'une chute.

## Œuvre

### Romans

#### Série policièreHoratio Green
- No Man's Street (1954) Publié en français sous le titre Symphonie tragique, Paris, Librairie des Champs-Élysées, Le Masque no 530, 1956
- The Moonflower ou The Moonflower Murder (1955) Publié en français sous le titre La Fleur de lune, Paris, Librairie des Champs-Élysées, Le Masque no 538, 1973
- Death to Slow Music (1956)
- The Rich Die Hard (1957)
- Murder by Request (1960)

#### Autres romans non-policiers
- Prelude (1920)
- Patchwork (1921)
- Self (1922)
- Crazy Pavements (1927)
- Evensong (1932) Publié en français sous le titre Dans la gloire de sa jeunesse..., Paris, Nouvelle Revue Critique, coll. Tours d’horizon no 20, 1935
- Revue (1939) Publié en français sous le titre Revue, Paris, Fayard, Les Œuvres libres no 270, 1950
- Laughter on the Stairs (1953)
- Sunlight on the Dawn (1956)

### Littérature d’enfance et de jeunesse
- The Tree That Sat Down (1945) Publié en français sous le titre Le Magasin sous le saule, Paris, G.-T. Rageot, coll. Heures joyeuses no 39, 1947
- The Stream That Stood Still (1948)
- The Mountain of Magic (1950)
- The Wickedest Witch in the World (1971)

### Nouvelles

#### Recueil de nouvelles
- Men Do Not Weep (1942)

#### Nouvelles isolées
- The Trouble with Women (1927)
- The Pantomime Horse (1935)
- Flowers of Frost (1936)
- Men Do Not Weep (1941)

### Autobiographie
- Twenty-Five: Being a Young Man’s Candid Recollections of His Elders and Betters (1926)
- All I Could Never Be (1949)
- The Sweet and Twenties (1958)
- Father Figure (1972) Publié en français sous le titre Mon père, ce monstre, Paris, Buchet-Chastel, 1974
- Down the Kitchen Sink (1974)
- The Unforgiving Minute: some confessions from the childhood to the outbreak of the Second World War (1978)

### Biographie
- A Case of Human Bondage (1966) Publié en français sous le titre Le Cas de Mrs Somerset Maugham, Paris, Stock, 1967

### Théâtre
- Cochran’s 1930 (1930)
- The Stag (1933)
- Avalanche (1931)
- When the Crash Comes (1933)
- Evensong (1933), adaptation scénique de son propre roman
- Mesmer (1935)
- Shadow of the Vine: a play in three acts (1949)
- Lady’s Guide (1950)
- La Plume de ma tante (1953)

### Poésie
- Twilight: First and Probably Last Poems (1982)

### Essais

#### Sur la politique
- Cry Havoc! (1933), essai romancé
- News of England (1938)
- Verdict on India (1944)
- Uncle Samsom (1950) Publié en français sous le titre Les Fils de l’Oncle Sam, Paris, Hachette, coll. Choses vues, aventures vécues, 1951

#### Sur la religion
- The Fool Hath Said (1936)
- A Pilgrim's Progress (1952)

#### Sur le statut de la femme
- Women and Children Last (1931)
- Yours Sincerely (1947), en collaboration avec Monica Dickens

#### Sur les chats
- Cat Book (1955)
- Beverley Nichols' Cats A.B.C. (1960)
- Beverley Nichols' Cats X.Y.Z. (1961)

#### Sur les voyages
- Puck at Brighton (1933)
- No Place Like Home (1936)
- Verdict on India (1944) Publié en français sous le titre L’Inde secrète, Paris, Tallendier, coll. Témoignages sur notre temps, 1946
- The Sun in My Eyes (1969)

### Ouvrages sur le jardinage et la restauration
- Are They the Same at Home?: Being a Series of Bouquets Diffidently Distributed (1929)
- Down the Garden Path (1932) Publié en français sous le titre Mon jardin et moi, Paris, Hachette, coll. L’Humour contemporain, 1972
- A Thatched Roof (1933)
- A Village in a Valley (1934)
- How Does Your Garden Grow? (1935)
- Green Grows the City: the Story of a London Garden (1939) Publié en français sous le titre Mon petit jardin de banlieue, Paris, Stock, coll. Les Livres de nature no 75, 1949
- Merry Hall (1951)
- Garden Open Today (1963)
- Forty Favourite Flowers (1964)
- The Art of Flower Arrangement (1967)
- Garden Open Tomorrow (1968)
- The Gift of a Garden (1972)
- The Romantic Garden (1980)

### Autres ouvrages
- The Star-Spangled Manner (1928)
- For Adults Only (1932)
- A Stream and Its Source: introducing an argument in favor of Dexter fine tailored clothes (1932)
- The Making of a Man (1934)
- The Living and the Death: an essay on Indian Art (1944)
- The Queen’s Coronation Day (1953)

### Compositions musicales
- Picnic (1927), revue
- Many Happy Returns (1928), revue
- Floodlight (1937), revue
- Song on the Wind (1948), opérette

## Sources
- Jacques Baudou et Jean-Jacques Schleret, Le Vrai Visage du Masque, vol. 1, Paris, Futuropolis, 1984, 476 p. (OCLC 311506692), p. 320-32.
- (en) John M. Reilly (Ed.), Twentieth-century crime and mystery writers, New York, St. Martin's Press, coll. « Twentieth-century writers of the English language », 1982 (réimpr. 1991), 2e éd., 1568 p. (ISBN 978-0-312-82417-4, OCLC 6688156), p. 674-675.